# نبلوهة
نبلوهة (بالقبطية: ⲛⲩⲡⲟⲗⲉⲓ)‏ من القرى القديمة في بحيرة تنيس، ذكرها الزبيدي في تاج العروس:
| ” | ونبلوهة: قريةٌ بمِصْرَ، مِنْ أَعْمالِ الأَبْوانِيّة، ومنها الفقيهُ الشّاعِرُ مُحَمَّدُ بنُ عبدِ الوَهّابِ النَّبلاوِيُّ، أَدْرَكَهُ شيوخُنا. | “ |

وردت في الكثير من كتب السكالا القبطية العربية باسم «نيلاية» أو «نبلاية» وهو الاسم الذي يرجحه أميلينو، تضعها كتب السكالا بعد البرلس أو تنيس وقبل تونة (بالإنجليزية: Thoni)‏ التي تسبق سمنود، ويرجح أميلينو أنها كانت بشمال مصر بجوار بحيرة البرلس وأن غزو مياه البحيرة قد خربها. ومنذ القرن الرابع عشر لم تعد قائمة، كما لم يذكرها كاترمير ولا شامبليون.
ذكرها الإدريسي في نزهة المشتاق فقال في موضعين متقاربين:
| ” | وبالشرق من تنيس ومع الجنوب قليلاً جزيرة تونة وهي في بحيرة تنيس وفي جنوب تنيس وببحيريها جزيرة نبلية. وبحيرة تنيس إذا امتد النيل في الصيف عذب ماؤها وإذا جزر في الشتاء إلى أوان الحر غلب ماء البحر فملح ماؤها وفيها مدن مثل الجزائر تطيف البحيرة بها وهي نبلى وتونة وسمناة وحصن الماء ولا طريق إلى واحدة منها إلا بالسفن. | “ |

وردت في تحفة الإرشاد، وفي قوانين الدواوين لابن مماتي باسم نبلوهه من الأعمال الإبوانية
ويرى محمد رمزي أن الأسم التي أورده أميلينو (بالإنجليزية: Nipoli)‏ أو نبلي أو نبليه أو نبلوهه:
«كلها أسماء لمدينة واحدة كانت واقعة في الطرف الشمالي الغربي لأراضي ناحية الشبول بإقليم المنزلة وليس في جنوب تنيس كما ذكر الإدريسي ويدل على مكانها حوض نبليه رقم 3 بأراضي ناحية الشبول بمركز المنزلة بمديرية الدقهلية، وأن نبليه قد اندثرت ولكن من حسن الحظ بقي الحوض الذي كان فيه سكنها محتفظاً باسمها فأرشدنا إلى مكانها الأصلي وأن جزيره نبليه قد اتصلت من جهتها الجنوبية بالأراضي الزراعية بسبب طمي النيل فأصبح مكان سكن نبليه واقعاً في شبه جزيرة بعد أن كانت نبليه واقعة في الزمن الماضي في جزيرة كما ذكر الإدريسي.»